# Mezinárodní letiště Bonriki
Mezinárodní letiště Bonriki, oficiálně Bonriki International Airport (IATA: TRW, ICAO: NGTA), je mezinárodní letiště na Kiribati. Nachází se v hlavním městě Jižní Tarawa, což je soubor ostrůvků v atolu Tarawa na Gilbertových ostrovech.
Národní letecký dopravce Fidži, společnost Fiji Airways, navazuje letecké spojení mezi Kiribati a městem Nadi. Nauru Airlines provozuje lety na Mezinárodní letiště Nauru, s pokračováním do Honiary, hlavního města Šalamounových ostrovů, a následně do Brisbane.
Letiště Bonriki je strategickým uzlem pro jediné dvě letecké společnosti na Kiribati, a to pro vlajkového přepravce Air Kiribati a společnost Coral Sun Airways, založenou v roce 2009. Oba dopravci zaměřují svou činnost převážně na domácí lety v rámci Gilbertových ostrovů. Air Kiribati a Coral Sun Airways obsluhují všech 16 dalších letišť na Gilbertových ostrovech, avšak ne všechny tyto destinace jsou přímo spojeny přímým letem z Jižní Tarawy.

## Zajímavosti

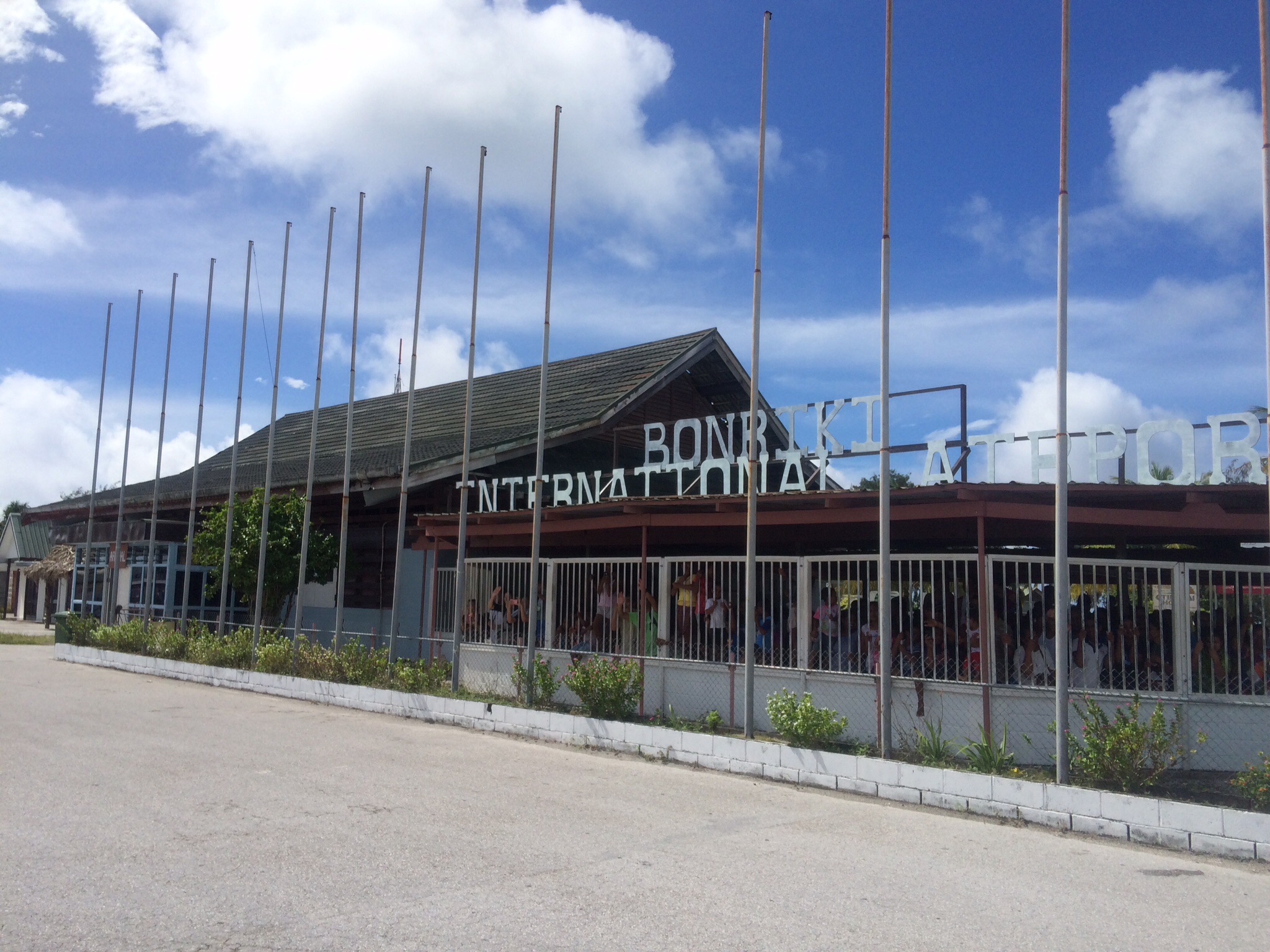
Letiště Bonriki v lednu 2016

Letiště bylo postaveno společností Seabees amerického námořnictva jako Bonriki Airfield a uvedeno do provozu v prosinci 1943.
V roce 2017 tu bylo odbaveno 100 201 pasažérů.